# Depresja (album)
Depresja – album muzyczny zespołu De Łindows wydany w 2004 r. przez wytwórnię Pasażer. Muzyka tworzona przez zespół i prezentowana w ramach tego albumu zaliczana jest do gatunku punk rock. Było to drugie wydawnictwo zespołu, a pierwszy pełny album muzyczny. Album i twórczość zespołu w nim zaprezentowana zebrał pochlebne recenzje.

## Historia
Zespół De Łindows powstał w 2002 r. w Katowicach. Po nagraniu pierwszego dema i wydaniu pierwszej EP, w 2004 r. został wydany pierwszy, pełny album muzyczny pod tytułem „Depresja”. Dzięki Hirax Rec album dostępny był także w Czechach i na Słowacji. W kolejnych latach zespół kontynuował swoją działalność, w tym między innymi koncertował i brał udział w różnych festiwalach. Kolejny album zatytułowany „100 Mil Na Sekundę” został wydany w 2006 r..

## Album, muzyka i opinie
Album został wydany w 2004 r., choć niektóre źródła podają 2003 r.. Wydawcą była wytwórnia wytwórnia Pasażer. Nośnikiem danych, na którym album był dystrybuowany, była kaseta magnetofonowa. Czas trwania albumu wynosi 35 minut i 36 sekund i obejmuje 14 utworów muzycznych.
Zespół De Łindows zaliczany jest do sceny punk rockowej i za zespół punk rockowy uważają go także sami muzycy. Niektórzy autorzy ten rodzaj punk rocka nazywają określeniem „agro-punk” („punko-polo”, „ska-punk”, folk-punk).
I taki styl muzyki punk znajduje się w albumie „Depresja”. Są to utwory, które mają kopa i energię, czyli melodyjny punk rock bez niepotrzebnego reggae. Samą muzykę zawartą w prezentowanych nagraniach, w niektórych opiniach, określa się jako dobrą i taką, w której w sposób absolutnie celny wykorzystuje się gitary i nieźle pracującą sekcję dętą. Ponadto charakterystyczne dla zespołu De Łindows z tamtego okresu działalności dwa sympatyczne wokale, męski i żeński, współpracujące ze sobą, które już przy tym pierwszym albumie nieźle sobie radziły, współtworząc razem z dobrą muzyką spoko piosenki punkowe. Przy czym na tym etapie twórczości zespołu niektórzy recenzenci dostrzegają w kompozycjach kapeli widoczne inspiracje „alinsowo-grabażowe”, a szczególnie w odniesieniu do wokalisty fascynacje dotyczące dokonań Pidżamy Porno. Z innych skojarzeń materiału pochodzącego z albumu wynika, że jest to coś dla fanów takich kapel jak Koniec Świata, wcześniej wspominana Pidżama Porno i Leniwiec, ale w wersji bardziej aktywnej. Ponadto dostrzega się, że zespół na tym albumie gra melodyjnie, optymistycznie i „kolorowo”, w utworach zawarte są niezłe teksty, a materiał ten nastraja pozytywnie do świata i punk rocka, w kontrze do niewesołego przecież tytułu albumu. Za pewne podsumowanie powyższego spojrzenia można przyjąć jedno z haseł zawartych w recenzji, cytat: Punkowa młodzież atakuje!.

## Utwory
| lp. | tytuł                  |
| --- | ---------------------- |
| 1   | Depresja               |
| 2   | Azbestowi Piromani     |
| 3   | Niech Zapłoną Katowice |
| 4   | Corrida                |
| 5   | Pierwszy               |
| 6   | No One                 |
| 7   | Dzień Po Dniu          |
| 8   | '77                    |
| 9   | Bo Dla Mnie            |
| 10  | W Jedną Stronę         |
| 11  | Twój Świat             |
| 12  | Moje Miasto            |
| 13  | Nie Pytaj              |
| 14  | Gesty                  |

## Teledysk „Azbestowi Piromani”
Po nagraniu i wydaniu tego albumu, w którym zamieszczony był między innymi utwór „Azbestowi Piromani”, zespół nagrał teledysk do tego utworu. Miało to miejsce w 2006 r.. Plik wideo z tym teledyskiem zamieszczono na płytach kompaktowych z albumem „100 Mil Na Sekundę”. Czas trwania filmu wynosi 2 minuty i 22 sekundy. Plik z tym teledyskiem został także udostępniony na profilu zespołu prowadzonym w ramach serwisu YouTube.